# Gin (historietista)
Jordi Ginés Soteras (Barcelona, 19 de junio de 1930-Sitges, 11 de junio de 1996) fue un caricaturista y humorista gráfico que utilizaba los pseudónimos de Koke y sobre todo Gin. Fue también editor y director de la revista El Jueves. 

## Biografía
Se inició en el suplemento satírico Don José (1955), pasando luego a trabajar como ayudante de Carlos Conti y en las revistas de ediciones Clíper Nicolás, Florita y Yumbo.
Hacia 1957 entró en la plantilla de Bruguera, junto a otros autores de su misma generación como Figueras, Ibáñez, Nadal, Raf, Segura, Martz Schmidt o Vázquez.
Dejó pronto esta editorial y se dedicó a dibujar para agencia y en el mercado internacional. Sus creaciones aparecieron en publicaciones extranjeras —como El Pingüino, Lui, Oui, Pardon, Playboy, Quic y Stern— y en españolas, como Barrabás y El Papus. También trabajó en el largometraje de animación El mago de los sueños (1966).
En 1982, compró, con José Luis Martín y Oscar, la revista El Jueves, editándola bajo el sello Ediciones El Jueves, S. A. Al año siguiente, se convirtió en director de la revista Titanic, de breve vida.
Tras su deceso, en el año 1997 se constituyó la Fundación Gin dedicada a recordar su obra y su amor por el humor dibujado. Esta entidad ha fundado Humoristán, un museo digital dedicado al humor gráfico.

## Obra
| Años | Título                                | Tipo             | Publicación   |
| ---- | ------------------------------------- | ---------------- | ------------- |
| 1954 | Fausto Durete                         | Serie            | Nicolás       |
| 1955 | Mary-Paz                              | Serie            | Florita       |
| 1955 | Miguelín y su perro Tizón             | Serie            | Yumbo         |
| 1955 | Susi                                  | Serie            | Florita       |
| 1957 | Jan                                   | Serie            | Pulgarcito    |
| 1957 | Petronio López                        | Serie            | El DDT        |
| 1957 | Las aleluyas de Pinocho               | Serie con Segura | Pinocho       |
| 195- | Vive como puedas                      | Serie            | La Risa       |
| 1958 | Follón City                           | Serie            | La Risa       |
| 1958 | Guillermo el Conquistador             | Serie            | Can Can       |
| 1958 | Don Francachelo                       | Serie            | Can Can       |
| 1959 | Renato Zapata, un chico con mala pata | Serie            | Cadete-K.D.T. |
| 1958 | Doña Filomena Mochales                | Serie            | Tío Vivo      |
| 1959 | Don Pícolo                            | Serie            | Tío Vivo      |
| 1959 | Cuchipando Manduca                    | Serie            | Tío Vivo      |
| 1959 | Ríase de...                           | Serie colectiva  | Tío Vivo      |
| 1961 | Fanny                                 | Serie            | Romántica     |
| 1962 | Cochayuyo                             | Serie            | El Pingüino   |
| 1970 | Tarzán Pérez                          | Serie            | Bocaccio      |
| 1972 | Natalie                               | Serie            | Flashmen      |